# Ligne Osaka Higashi
La ligne Osaka Higashi (おおさか東線, Ōsaka-Higashi-sen) est une ligne ferroviaire située dans l'est de la préfecture d'Osaka au Japon. Elle relie la gare de Shin-Osaka à Osaka à la gare de Kyūhōji à Yao. Elle est détenue par l'entreprise Osaka Soto-Kanjo Railway et exploitée par la compagnie JR West. La ligne est également empruntée par les trains de la JR Freight.
La ligne Osaka Higashi constitue la ligne F du réseau urbain de la JR West dans l'agglomération d'Osaka-Kobe-Kyoto. Son code couleur est le bleu (■).

## Histoire
La ligne Osaka Higashi fait partie d'un projet de ceinture périphérique ferroviaire autour d'Osaka conçu dans les années 1950. Ce projet prévoyait l'utilisation de lignes fret existantes, ainsi que la construction d'un nouveau tronçon vers le port d'Osaka. Toutefois, à cause des difficultés financières de la Japanese National Railways et de la résistance à l'expropriation des terrains, le projet est réduit à une ligne reliant les gares de Shin-Osaka et Kyūhōji.
La partie sud de cette ligne ouvre le 15 mars 2008. La partie nord entre Hanaten et Shin-Osaka ouvre le 16 mars 2019. Une extension vers Umeda est prévue.

## Caractéristiques

### Ligne
- Longueur : 20,2 km
- Écartement : 1 067 mm
- Alimentation : 1 500 V par caténaire
- Vitesse maximale : 120 km/h
- Nombre de voies : Double voie

### Interconnexions
À Kyūhōji, certains trains continuent sur la ligne Yamatoji jusqu'à Nara. Avant le 16 mars 2019, certains trains continuaient sur la ligne Katamachi puis la ligne JR Tōzai jusqu'à Amagasaki.

### Tracé
|  |

### Liste des gares
| Numéro | Gare              | Nom japonais | Distance depuis Shin-Osaka (km) | Correspondances                                                                               | Localisation              |
| ------ | ----------------- | ------------ | ------------------------------- | --------------------------------------------------------------------------------------------- | ------------------------- |
| JR-F02 | Shin-Osaka        | 新大阪       | 0                               | JR West : Shinkansen Sanyō, JR Kyoto JR Central : Shinkansen Tōkaidō Métro d'Osaka : Midōsuji | Yodogawa-ku, Osaka        |
| JR-F03 | Minami-Suita      | 南吹田       | 2,0                             |                                                                                               | Suita                     |
| JR-F04 | JR-Awaji          | JR淡路       | 3,3                             | Hankyū : Kyōto, Senri (à Awaji)                                                               | Higashiyodogawa-ku, Osaka |
| JR-F05 | Shirokitakōendōri | 城北公園通   | 5,4                             |                                                                                               | Asahi-ku, Osaka           |
| JR-F06 | JR-Noe            | JR野江       | 7,6                             | Keihan : Keihan (à Noe) Métro d'Osaka : Tanimachi (à Noe-Uchindai)                            | Jōtō-ku, Osaka            |
| JR-F07 | Shigino           | 鴫野         | 9,4                             | JR West : Katamachi Métro d'Osaka : Imazatosuji                                               | Jōtō-ku, Osaka            |
| JR-F08 | Hanaten           | 放出         | 11,0                            | JR West : Katamachi                                                                           | Tsurumi-ku, Osaka         |
| JR-F09 | Takaida-Chūō      | 高井田中央   | 12,7                            | Métro d'Osaka : Chūō (à Takaida)                                                              | Higashiōsaka              |
| JR-F10 | JR-Kawachi-Eiwa   | JR河内永和   | 14,3                            | Kintetsu : Nara (à Kawachi-Eiwa)                                                              | Higashiōsaka              |
| JR-F11 | JR-Shuntokumichi  | JR俊徳道     | 14,9                            | Kintetsu : Osaka (à Shuntokumichi)                                                            | Higashiōsaka              |
| JR-F12 | JR-Nagase         | JR長瀬       | 15,9                            |                                                                                               | Higashiōsaka              |
| JR-F13 | Kizuri-Kamikita   | 衣摺加美北   | 17,2                            |                                                                                               | Higashiōsaka              |
| JR-F14 | Shin-Kami (ja)    | 新加美       | 18,6                            |                                                                                               | Hirano-ku, Osaka          |
| JR-F15 | Kyūhōji           | 久宝寺       | 20,2                            | JR West : Yamatoji (interconnexion)                                                           | Yao                       |